# O Corpo (2001)
The Body (bra/prt: O Corpo) é um filme teuto-israelo-estadunidense de 2001, dos gêneros drama e suspense, escrito e dirigido por Jonas McCord, baseado no romance The Body, de Richard Ben Sapir.

O filme recebeu o Prêmio Epifania do MovieGuide Awards em 2002, na categoria "Filme mais inspirador".

## Sinopse
Durante uma expedição, uma arqueologista, em uma escavação no meio de Jerusalém, descobriu um esqueleto muito antigo na tumba de um homem rico.  A coloração dos ossos do pulso e da perna indicam que a causa da morte foi o método romano de execução de criminosos e inimigos do Estado: a crucificação.  Uma moeda de ouro encontrada na tumba carrega a marca do governador de Roma Pôncio Pilatos.  E há outros sinais que coincidem com descrições bíblicas da morte do rabino judeu Yeshu Ben Yosef, mais conhecido por nossa cultura pelo nome grego... Jesus, filho de José.

## Elenco principal
- Antonio Banderas...Padre Matt Gutierrez
- Olivia Williams...Sharon Golban
- John Shrapnel...Moshe Cohen
- Derek Jacobi...Padre Lavelle
- Jason Flemyng...Padre Walter Winstead